# Backdraft (film)
Backdraft is een film uit 1991 van regisseur Ron Howard. De hoofdrollen worden vertolkt door Kurt Russell, William Baldwin en Robert De Niro. De film werd genomineerd voor drie Oscars.
In Universal Studios Hollywood en Universal Studios Japan staan attracties gebaseerd op de film.

## Verhaal
Het verhaal speelt zich af in Chicago. Als kind zag Brian McCaffrey hoe zijn vader, een brandweerman, stierf. Zijn broer Stephen is ondertussen ook brandweerman en ook Brian besluit om zich aan te sluiten bij de brandweer. De twee broers zijn echter geen goede vrienden en nu ze samen moeten werken, lopen de gemoederen soms hoog op.
Er vinden enkele mysterieuze branden plaats. Elke brand heeft de bedoeling om één specifiek iemand te doden. Wanneer Brian tijdens een brand de schrik te pakken krijgt, stapt hij bij de brandweer op. Hij gaat nu werken voor het onderzoeksbureau van Donald Rimgale, bijgenaamd Shadow. Brian krijgt de opdracht om een pyromaan te vinden.

## Rolverdeling
| Acteur               | Personage                                   |
| -------------------- | ------------------------------------------- |
| Kurt Russell         | Stephen "Bull" McCaffrey / Dennis McCaffrey |
| William Baldwin      | Brian McCaffrey                             |
| Robert De Niro       | Donald "Shadow" Rimgale                     |
| Donald Sutherland    | Ronald Bartel                               |
| Jennifer Jason Leigh | Jennifer Vaitkus                            |
| Scott Glenn          | John "Axe" Adcox                            |

## Muziek
De filmmuziek uit de film werd gecomponeerd door Hans Zimmer. Deze film was Zimmer's eerste samenwerking met regisseur Ron Howard.

## Trivia
- De meeste figuranten die brandweermannen spelen, zijn echte brandweermannen.
- William Baldwin deed auditie voor de rol van Brian McCaffrey en kreeg de rol, maar moest hierdoor wel zijn kleine rol in de film Thelma & Louise (1991) laten vallen. Brad Pitt deed ook auditie voor de rol van Brian, maar kreeg hem niet. Pitt nam vervolgens de rol van Baldwin over in "Thelma & Louise".
- Zowel Johnny Depp als Val Kilmer weigerden de rol van Brian.
- Dennis Quaid weigerde dan weer de rol van Stephen McCaffrey.
- Veel van de gevaarlijke stunts werden door de acteurs zelf gespeeld.